# Argecilla
Argecilla é um município da Espanha na província de Guadalajara, comunidade autónoma de Castilla-La Mancha, de área 40,76 km² com população de 100 habitantes (2004) e densidade populacional de 2,45 hab./km².

## Demografia
| Variação demográfica do município entre 1991 e 2004 | Variação demográfica do município entre 1991 e 2004 | Variação demográfica do município entre 1991 e 2004 | Variação demográfica do município entre 1991 e 2004 |
| --------------------------------------------------- | --------------------------------------------------- | --------------------------------------------------- | --------------------------------------------------- |
| 1991                                                | 1996                                                | 2001                                                | 2004                                                |
| 134                                                 | 116                                                 | 94                                                  | 100                                                 |